# M.G. 6669
M.G. 6669（1-(4-苯基环己基)乙胺）是一种含氮有机化合物，分子式C
14H
21N，带有苯基和环己烷基团，可用作抗抑郁药。

## 合成
它可以4-苯基环己酮为原料，经多步反应制得。